# 梁二祺
梁二祺（1925年1月6日—2005年8月21日），越南共和国外交官，曾任越南共和国駐美國大使館參贊、駐三藩市總領事和駐伊朗大使等職。

## 经历
梁二祺爲越南西寧人，1925年1月6日出生。
1955年，梁二祺參加外交工作。
1975年越南共和國滅亡後，梁二祺曾擔任某公司在非洲塞內加爾的發展專家。
2005年8月21日，在法国巴黎去世。

## 个人生活
梁二祺是佛教徒，已婚，育有三个子女（1974年）。

## 荣誉
- 一等心理战佩星（1972年）[1]
- 二等民务佩星（1973年）[1]